# Eisenhowerova doktrina
Eisenhowerova doktrina bila je politička doktrina predstavljena u SAD-u za vrijeme američkog predsjednika, republikanca Eisenhowera američkom kongresu 5. siječnja 1957. Predsjednik je objavio kako će SAD gospodarski potpomagati zemlje Bliskog istoka koje su željele postati neovisne, kao i vojno podržavati one države koje su bile pod prijetnjom napada „država koje kontrolira međunarodni komunizam”.
Doktrinu treba promatrati u svjetlu Sueske krize, koja se odvila jesen prije te ishodovala gubitkom utjecaja Ujedinjenoga Kraljevstva i Francuske na Bliskom Istoku.
Eisenhower je smatrao kako bi Sovjetski Savez mogao pokušati povećati svoj utjecaj na Bliskom istoku. Osobito se zabrinjujućom držala činjenica kako je egipatski predsjednik Nasser pokušao poboljšati odnose sa Sovjetskim Savezom radi dobivanja gospodarske pomoći za izgradnju Asuanske brane.
Doktrina nije uspjela spriječiti Nasser porast utjecaja na Bliskom istoku. Kako Sovjetski Savez ne bi dobio neki veći utjecaj nad Egiptom Nasser je obećao „pozitivnu neutralnnost”, ne želeći se vezati za neki pakt tijekom Hladnoga rata.
Politički gledano, doktrina je bila američka podrška kraljevinama koje su podržavale Zapad: Jordanu, Iraku i Saudijskoj Arabiji, koje su bile na udaru Nasserova panarabizma i radikalizma. U vojnom smislu do primjene doktrine dolazi u srpnju 1958. kada su se američke vojne snage umiješale u Libanonsku krizu, na zahtjev libanonskoga predsjednika Camillea Chamouna.

## Vanjske poveznice
- Eisenhowerov govor (engl.)